# Xiangyang (Hegang)
Xiangyang (chinesisch 向阳区, Pinyin Xiàngyáng Qū) ist ein Stadtbezirk der bezirksfreien Stadt Hegang in der nordostchinesischen Provinz Heilongjiang mit einer Fläche von 9,32 km² und etwa 72.867 Einwohnern (Stand: Zensus 2020).